# ヤン・ハマー
ヤン・ハマー（Jan Hammer、1948年4月17日 - ）は、チェコスロバキア出身の作曲家、音楽プロデューサー、ピアニスト、キーボーディスト、ドラマー。
1970年代からジャズやロック系のミュージシャンと共演し、映画やテレビの仕事も数多く手がけた。グラミー賞も数回受賞している。

## 概要
母国では10代の頃から既にジャズ・ピアニストとして高い評価を得ていた。1960年代末にアメリカに渡航し、1970年代前半にマハヴィシュヌ・オーケストラでキーボードを担当して、その名を欧米の音楽界に広く知られるようになった。
1980年代には、テレビ番組『特捜刑事マイアミ・バイス』や、イギリスの人気テレビ番組『チャンサー』のテーマ曲や劇伴を担当し著名となった。さらに少なくとも14本の映画の音楽を制作し、のちにはプロデューサーとしても活動、映画制作にも携わるようになった。

## 略歴
プラハ出身。10代よりジャズ・ピアノを始める。1968年、民主化運動『プラハの春』がソ連が主導するワルシャワ条約機構の軍隊に鎮圧されたことをきっかけに渡米して、バークリー音楽院に留学した。
1971年、ジョン・マクラフリンが結成したマハヴィシュヌ・オーケストラに参加して、1973年の解散まで在籍。その後は主にスタジオ・ミュージシャンとして活動する。1975年、初のリーダー・アルバム『万物の創造』を発表。
ジョン·アバークロンビーのアルバム『タイムレス』（1975年）、ジェフ・ベックの『ワイアード』（1976年）及び『ライヴ・ワイアー』（1977年）、アル・ディ・メオラの『エレガント・ジプシー』（1977年）などに参加し、ジャズに加えてフュージョンやロックのファンからも注目されるに至る。1980年には増尾好秋の日本ツアーに同行、その後も増尾と共演。
1984年にアメリカの人気テレビドラマ『特捜刑事マイアミ・バイス』の音楽を担当。サントラ盤のみならず、シングルカットされたテーマ曲「マイアミ・ヴァイスのテーマ (Miami Vice Theme)」もインストゥルメンタルの曲としては異例のビルボード1位となり、1986年度の第28回グラミー賞の最優秀インストゥルメンタルを受賞した。

## 演奏スタイル
ハマーはシンセサイザーのプレイヤーとしての評価が高く、リード音でピッチベンドを多用したディストーション・ギターのようなソロを弾くのが特徴。この演奏スタイルはデレク・シェリニアンなどに多大な影響を与えた。バンド「ハマー」名義のソロ・アルバム『ブラック・シープ』（1979年）では、ギターのパートをシンセサイザーに置き換えるという実験的な試みを行っている。

## 共演者
ハマーは、その時代の最も影響力を持ったジャズあるいはロックのミュージシャンたちと共演してきた。ジョン・マクラフリン、ジェフ・ベック、アル・ディメオラ、ミック・ジャガー、カルロス・サンタナ、スタンリー・クラーク、トミー・ボーリン、ニール・ショーン、スティーヴ・ルカサー、エルヴィン・ジョーンズなどである。
各分野のギタリストとの共演も多く、先述のベックやディ・メオラのほか、ジャーニーのニール・ショーンともアルバムを制作している。その他、フランスのヴァイオリニストであるディディエ・ロックウッドや、ポーランドのシンガーであるニーメンの作品にも参加している。

## ディスコグラフィ

### リーダー・アルバム
- 『マルマ・マリニー』 - Malma Maliny (1968年) ※ヤン・ハマー・トリオ名義
- 『ライク・チルドレン』 - Like Children (1974年) ※ジェリー・グッドマンとヤン・ハマー名義
- 『万物の創造』 - The First Seven Days (1975年)
- 『オー・イエー?』 - Oh Yeah? (1976年) ※ヤン・ハマー・グループ名義
- 『ライヴ・ワイアー』 - Jeff Beck with the Jan Hammer Group Live (1977年) ※ヤン・ハマー・グループ名義。日本盤はジェフ・ベック単独名義
- Melodies (1977年) ※ヤン・ハマー・グループ名義
- 『ブラック・シープ』 - Black Sheep (1978年) ※ハマー名義
- Hammer (1979年) ※ハマー名義
- 『ヒップ・アドレス』 - Hip Address (1980年) ※デヴィッド・アール・ジョンソン with ヤン・ハマー名義
- 『フィンガー・ダンシング』 - Finger Dancing (1981年) ※増尾好秋 ウィズ ヤン・ハマー名義
- 『閃光』 - Untold Passion (1981年) ※ニール・ショーン & ヤン・ハマー名義
- 『パワー・オブ・エナジー』 - Here to Stay (1983年) ※ニール・ショーン & ヤン・ハマー名義
- The Early Years (1986年)
- 『エスケープ・フロム・テレビジョン』 - Escape from Television (1987年)
- 『マイアミ・バイス』 - Miami Vice (1988年)
- 『スナップショッツ』 - Snapshots (1989年) ※『Snapshots 1.2』として2000年に再発
- Police Quest 3 Soundtrack (1991年) ※PCゲームのサウンドトラック
- 『ビヨンド・ザ・マインズ・アイ』 - Beyond The Mind's Eye (1992年)
- Drive (1994年)
- Miami Vice: The Complete Collection (2002年)
- 『ベスト・オブ・マイアミ・バイス』 - The Best of Miami Vice (2004年)
- Cocaine Cowboys Soundtrack (2007年) ※ドキュメンタリー映画のサウンドトラック
- Seasons, Pt. 1 (2018年)